# 쿠라모토 카오루
쿠라모토 카오루(일본어: 倉本 郁, 2000년 9월 23일 ~ )는 일본의 전 쟈니즈 Jr.이다.
사이타마현 출신.

## 연혁
- 2010년 10월 30일, 쟈니즈 사무소에 입소.
- 2010년 11월 26일, 쟈니즈 동서가합전에서 쟈PA니즈Hi! 멤버로 발표.
- 2011년 3월 23일, 드라마 스페셜 《졸업 홈런》으로 드라마 첫 출연.
- 2012년 5월 20일, 진구지 유타, 키시 유타, 타카하시 후, 나카무라 레이아, 하니우다 아무와 함께 Gaiety 결성.
- 2012년 6월 23일, 영화 《LOVE 마사오군이 간다!》로 영화 첫 출연.
- 2012년 7월 24일, 소년구락부의 수록에서 마츠시마 소우, 마리우스 요, 진구지 유타, 나카무라 레이아, 하니우다 아무, 이노우에 미즈키, 마츠쿠라 카이토, 모토다카 카즈키, 무라키 료타, 마츠다 겐타와 함께 Sexy Boyz의 멤버로 발표된다.
- 2012년 9월, Sexy Boyz가 진구지 유타, 나카무라 레이아, 하니우다 아무, 쿠라모토 카오루의 4인 체제로 변경.
- 2012년 9월 26일, 7월 24일에 수록했던 소년구락부(9월 26일 방송)에서 Sexy Boyz로서 〈雨だって 비라도〉 첫 피로.
- 2012년 10월 3일, Sexy Zone 3rd 싱글 CD 《Sexy Summer에 눈이 내린다》의 커플링 곡으로 〈雨だって〉가 수록된다.

## 출연

### TV 드라마
- 졸업 홈런 (2011년 3월 23일, TV 도쿄) - 스에나가 토시로 역
- 악당 (2012년 11월 30일, 후지 TV) - 사에키 슈이치(어린 시절) 역

### 영화
- LOVE 마사오군이 간다! (2012년 6월 23일)

### 버라이어티·음악 방송
- 망년회! 쟈니즈 동서가합전 (2010년 12월 31일, TV 아사히)
- 더 소년구락부 (2010년 ~ 2012년, NHK)
- Johnny's Jr. Land (2011년 10월 2일 ~ 2013년, BS 스카파)
- 스카파 어워즈 - Johnny's Jr. land 프로모션 (2011년 10월 2일, BS 스카파)
- 양양 JUMP (2011년 4월 16일 ~ 2013년, TV 도쿄)

### CM
- Johnnys' Jr. land (2011년 10월 30일)

### 콘서트
- 연말 YOUNG 동서가합전! ~ 동서 Jr. 대집합 2010!~ (2010년 11월 26일 ~ 27일, NHK 홀)
- Hey! Say! JUMP ｢고마워｣ ~세상 어디에 있어도~ WINTER CONCERT 2010~2011 (2011년 1월 2일 - 6일, 요코하마 아리나, 나고야 일본 가이시 홀, 오사카 성 홀)
- Hey! Say! JUMP＆「용기100%」전국 투어 (2011년 4월 10일 ~ 5월 29일, 후쿠오카 국제센터, 나가노 빅하트, 홋카이도 도립 종합 체육 센터, 히로시마 그린 아리나, 요코하마 아리나, 나고야 일본 가이시 홀)
- Kis-My-Ft2 Debut Tour 2011 Everybody Go (2011년 7월 9일 ~ 8월 28일, 홋카이도 도립 종합 체육 센터, 히로시마 그린 아리나, 요코하마 아리나, 마린멧세 후쿠오카, 오사카 성 홀, 나고야 일본 가이시 홀, 도쿄 돔)
- A.B.C-Z 2011 First Concert in YOYOGI (2011년 11월 6일, 국립 요요기 경기장)
- Hey! Say! JUMP New Year Concert 2012 (2012년 1월 2일 ~ 7일, 요코하마 아리나, 오사카 성 홀)
- Sexy Zone 아리나 콘서트 2012（2012년 3월 29일 ~ 4월 1일, 요코하마 아리나, 오사카 성 홀）
- Sexy Zone First Concert 2012 (2012년 2월 11일 ~ 19일, 도쿄 국제 포럼 홀A, 오사카 우메다 예술 극장 메인 홀)
- Kis-My-Ft2 Kis-My-MINT Tour (2012년 4월 8일, 도쿄 돔)
- 프레시 쟈니즈 Jr. in 요코하마 아리나 (2012년 12월 16일, 요코하마 아리나)
- A.B.C-Z 전국투어 2013 (2013년 3월 23일 ~ 5월 25일, 삿포로 니토리 문화 홀, 히로시마 문화학원 HBG 홀, 토쿠시마 나루토시 문화회관, 오릭스 극장, 나고야 국제회의장 센츄리 홀, 도쿄 국립요요기경기장 제1체육관, 센다이 선플라자 홀, 후쿠오카 선파레스, 도야마 오바드 홀)
- Sexy Zone Spring Concert 2013 (2013년 3월 26일 ~ 5월 6일, 후쿠오카 선파레스, 나고야 니혼가이시 스포츠프라자 가이시홀, 고베 월드 기념 홀, 삿포로 니토리 문화 홀, 요코하마 아리나)

### 무대
- SUMMARY 2011 (2011년 8월 7일 ~ 9월 11일, 도쿄 돔 시티 홀)
- Hey! Say! JUMP 안녕 여름방학! SUMMARY 스페셜 (2011년 9월 18일 ~ 25일, 도쿄 돔, 쿄세라 돔)
- ABC좌 별극장 (2012년 2월 4일 ~ 29일, 도쿄 닛세이 극장)
- Johnny's Dome Theatre ~SUMMARY~ (2012년 8월 11일 ~ 9월 2일, 도쿄 돔 시티 홀)
- 소년들~창살없는 감옥~ (2012년 9월 4일 ~ 26일, 도쿄 닛세이 극장)
- JOHNNY'S World - 쟈니즈 월드 - (2012년 11월 10일 ~ 2013년 1월 27일, 도쿄 제국 극장)
- JOHNNY'S World의 감사제 in 도쿄 돔 (2013년 3월 16일 ~ 17일, 도쿄 돔)
- JOHNNY'S World의 감사제 in 오사카 돔 (2013년 3월 30일 ~ 31일, 쿄세라 돔)